# United States Anti-Doping Agency

Logo

Die United States Anti-Doping Agency, abgekürzt auch USADA, ist eine nichtstaatliche Agentur mit Sitz in Colorado Springs, die die Einhaltung des Anti-Doping-Kodex der World Anti-Doping Agency in den Vereinigten Staaten durchsetzen soll.

## Geschichte
Die United States Anti-Doping Agency nahm ihre Arbeit am 1. Oktober 2000 auf. Sie basiert auf einem Federal Grant und Verträgen mit dem United States Olympic Committee und verschiedenen anderen Organisationen. Das Anti-Doping-Programm des Nationalen Olympischen Komitees der Vereinigten Staaten hatte international aus verschiedenen Gründen wenig Glaubwürdigkeit, so dass das Komitee seine Kompetenzen an die neue Agentur abgab. Sie übernahm die Tests auf Doping, die Aburteilung von Doping-Sündern sowie die Entwicklung von Richtlinien.
2003 wurde die Unabhängigkeit der United States Anti-Doping Agency weiter gestärkt. Bis dahin wurden jeweils zwei der neun Mitglieder des Board of Directors der Agency vom Athlete Advisory Council und vom National Governing Body gewählt. Seit 2003 kann die United States Anti-Doping Agency aus Vorschlägen beider Organisationen selbst auswählen.